# 热时标
热时标（英語：thermal timescale），又称开尔文-亥姆霍兹时标（英語：Kelvin-Helmholtz timescale），是衡量恒星寿命的一个时标。定义为恒星包含的所有引力势能从其表面散失掉所需要的时间。该时标一般被定义为：{\displaystyle t_{KH}={\frac {GM^{2}}{RL}}}式中，{\displaystyle M}为恒星的质量，{\displaystyle R}为恒星的半径，{\displaystyle L}为恒星的光度。

## 理论推导
通过量纲分析，球体的总引力势能的绝对值大约为：{\displaystyle |E_{p}|\approx {\frac {GM^{2}}{R}}}假设恒星的光度为{\displaystyle L}，由光度的定义可以给出：{\displaystyle t_{KH}={\frac {|E_{p}|}{L}}={\frac {GM^{2}}{RL}}}对于太阳，其热时标大约为{\displaystyle t_{KH}=3.0\times 10^{7}}年，远远小于现在对太阳寿命的估计（100亿年），这说明恒星并不靠收缩辐射能量，而依靠核聚变辐射能量。